# 292e division d'infanterie
La  292e division d'infanterie (en allemand : 292. Infanterie-Division ou 292. ID) est une des divisions d'infanterie de l'armée allemande (Wehrmacht) durant la Seconde Guerre mondiale.

## Historique
La 292e division d'infanterie est formée le 6 février 1940 sur le Truppenübungsplatz (terrain de manœuvre) de Groß-Born dans le Wehrkreis II en tant qu'élément de la 8. Welle (8e vague de mobilisation).
Elle prend part aux opérations sur le front de l'Ouest, avec la campagne de France avançant jusqu'à la région de Bourges et de Châtillon-sur-Loire avec la 9. Armee au sein du XXXXII. Armeekorps.
Plus tard, en juin 1941, elle participe à l'opération Barbarossa et aux combats du front de l'Est au sein de l'Heeresgruppe Mitte.
Elle est détruite dans l'Est de la Prusse en avril 1945 lors de ses combats contre l'Armée Rouge. Les survivants de la division sont incorporés dans la 170. Infanterie-Division.

## Organisation

### Commandants
| Date                                 | Grade           | Commandant         |
| ------------------------------------ | --------------- | ------------------ |
| 6 février 1940 - 29 septembre 1941   | Generalleutnant | Martin Dehmel      |
| 29 septembre 1941 - 24 août 1942     | Generalleutnant | Willy Seeger       |
| 24 août 1942 - 1er septembre 1942    | Generalleutnant | Curt Badinski      |
| 1er septembre 1942 - 20 juillet 1943 | Generalmajor    | Wolfgang von Kluge |
| 20 juillet 1943 - 30 juin 1944       | Generalleutnant | Richard John       |
| 30 juin 1944 - 1er septembre 1944    | Generalmajor    | Johannes Gittner   |
| 1er septembre 1944 - ? Apr 1945      | Generalleutnant | Rudolf Reichert    |

### Officiers d'opérations (Generalstabsoffiziere (Ia))
| Date                             | Grade               | Commandant        |
| -------------------------------- | ------------------- | ----------------- |
| 8 février 1940 - 1er juin 1940   | Major i.G.          | Hubert Diermayer  |
| 1er juin 1940 - 5 mai 1941       | Major i.G.          | Johannes Kirsch   |
| Mai 1941 - 14 mars 1942          | Major i.G.          | Joachim Meichßner |
| 15 mars 1942 - 29 août 1942      | Major i.G.          | Jobst von Reden   |
| Août 1942 - Août 1942            | ?                   | Von Trotha        |
| Août 1942 - 10 décembre 1943     | Oberst i.G.         | Wilhelm Deyhle    |
| 12 décembre 1943 - 1er août 1944 | Oberstleutnant i.G. | Erwin Fussenegger |
| 1er août 1944 - 6 mai 1945       | Major i.G.          | Rudolf Grüner     |

## Théâtres d'opérations
- Allemagne : Février 1940 - Mai 1940
- France : Mai 1940 - Juin 1941
- Front de l'Est, secteur Centre : Juin 1941 - Janvier 1945
  - 1941 - 1942 : opération Barbarossa
    - 22 octobre 1941 au 22 janvier 1942 : bataille de Moscou

  - 5 juillet au 23 août 1943 : bataille de Koursk
- Pologne et Est de la Prusse : Janvier 1945 - Avril 1945

## Ordres de bataille
- 1940
- Infanterie-Regiment 507
- Infanterie-Regiment 508
- Infanterie-Regiment 509
- Artillerie-Regiment 292
  - I. Abteilung
  - II. Abteilung
  - III. Abteilung
  - IV. Abteilung
- Pionier-Bataillon 292
- Panzerjäger-Abteilung 292
- Divisionseinheiten 292

1944
- Grenadier-Regiment 507
- Grenadier-Regiment 508
- Grenadier-Regiment 509
- Division-Füsilier-Bataillon 292
- Artillerie-Regiment 292
  - I. Abteilung
  - II. Abteilung
  - III. Abteilung
  - IV. Abteilung
- Pionier-Bataillon 292
- Panzerjäger-Abteilung 292
- Divisionseinheiten 292

## Décorations
Certains membres de cette division se sont fait décorer pour faits d'armes :
- Agrafe de la liste d'honneur
  - 13
- Croix allemande
  - en Or : 94
  - en Argent : 1
- Croix de chevalier de la Croix de fer
  - 23